# Jorge Caballero
Jorge Antonio Caballero (Resistencia, Chaco, Argentina, 21 de enero de 1969) es un exfutbolista de nacionalidad argentina que se destacó como mediocampista.

## Trayectoria
| Club                        | País      | Período   |
| --------------------------- | --------- | --------- |
| Platense                    | Argentina | 1987-1991 |
| Deportivo Maipú             | Argentina | 1991-1992 |
| All Boys                    | Argentina | 1992-1993 |
| Chaco For Ever              | Argentina | 1993-1994 |
| Tigre                       | Argentina | 1994-1996 |
| Los Andes                   | Argentina | 1996-1997 |
| Tigre                       | Argentina | 1997-1998 |
| Nueva Chicago               | Argentina | 1998-1999 |
| Almirante Brown (Arrecifes) | Argentina | 1999-2000 |

## Palmarés

### Campeonatos nacionales
| Torneo                | Club     | País      | Año     |
| --------------------- | -------- | --------- | ------- |
| Primera B             | All Boys | Argentina | 1992-93 |
| Primera B (Clausura)  | Tigre    | Argentina | 1994    |
| Ascenso al Nacional B | Tigre    | Argentina | 1995    |
| Ascenso al Nacional B | Tigre    | Argentina | 1998    |